# Baníkov
Der Baníkov (polnisch Banówka) ist der höchste Berg im Hauptkamm der Westtatra sowie deren gemorphologischen Teils Roháče mit einer Höhe von 2178 m n.m. Er erhebt sich über den Tälern Roháčska dolina, Jalovecká dolina (bzw. dessen östlichem Zweig Parichvost) und Žiarska dolina. Vom Berg verläuft nach Süden der Grat Ráztoky, der die Täler Žiarska dolina und Parichvost trennt. 
Im Nordwesten trennt der Sattel Baníkovské sedlo den Baníkov vom Berg Pachoľa (2167 m n.m.), weiter östlich folgt die Erhebung Hrubá kopa mit 2166 m n.m.
Es gibt mehrere Ausgangspunkte zum Gipfel: vom nördlich gelegenen Tal Roháčska dolina (Gemeinde Zuberec) über rote, gelbe und erneut rote Wegmarkierung, vom südwestlich gelegenen Jalovec über das Tal Parichvost über gelbe, blaue und rote Wegmarkierung sowie von der südlich gelegenen Berghütte Žiarska chata (Gemeinde Žiar) über grüne Wegmarkierung. Ein rot markierter Weg führt von Baníkov in die Nachbarberge Pachoľa und Hrubá kopa.